# Антоніо Ермолао Паолетті

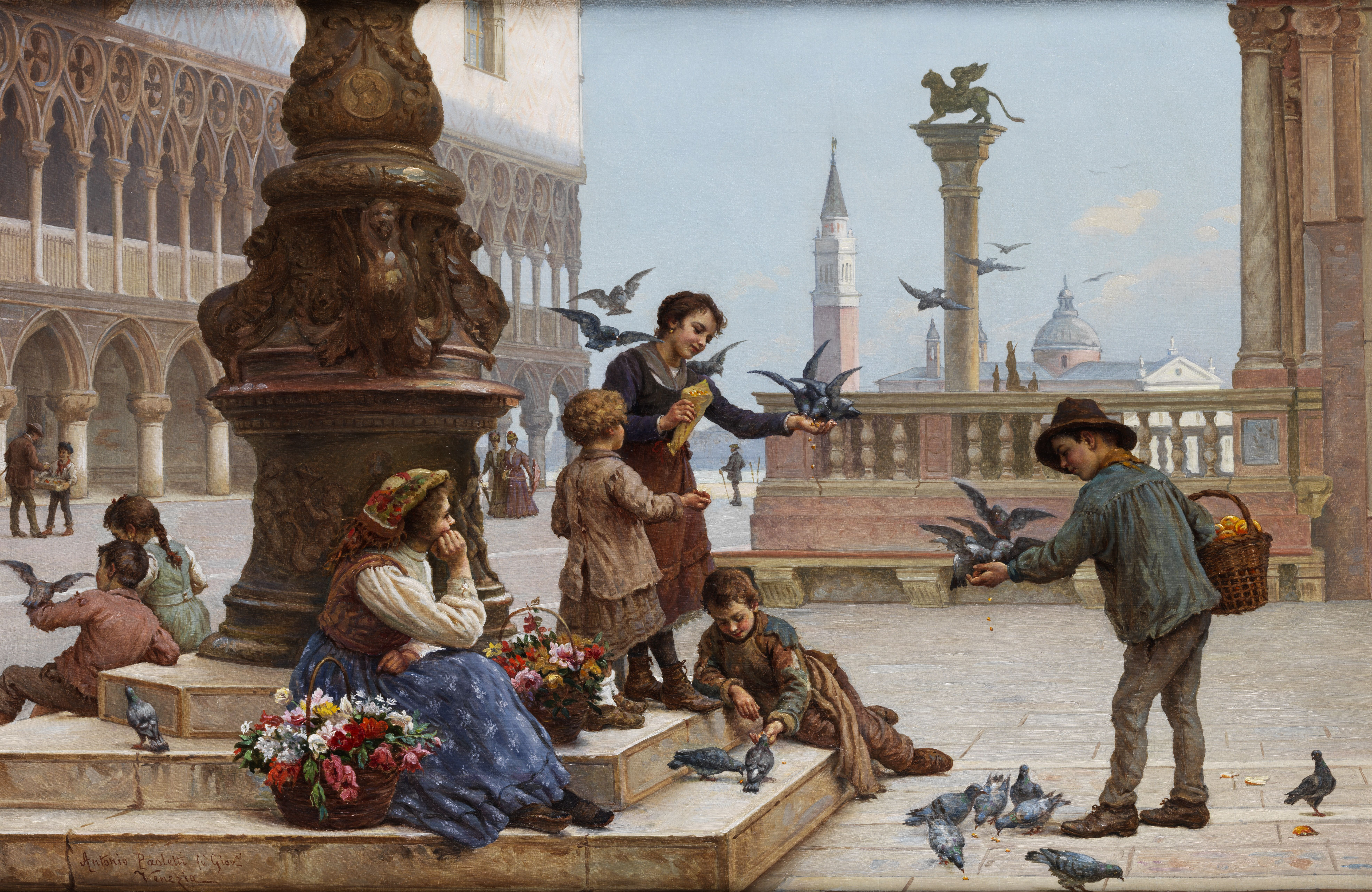
«Годування дітьми голубів у Венеції», до 1912

Антоніо Ермолао Паолетті (італ. Antonio Ermolao Paoletti, 8 травня 1834, Венеція — 13 грудня 1912, Венеція) — італійський художник, який звертався переважно до венеційських жанрових сцен із життя дітей і жінок, відомих як бамбочада, а також працював над церковними фресками у Венето.

## Життєпис
Батько художника Ермолао Паолетті був добре відомим у Венеції вченим і письменником. Він написав багато довідників про архітектуру, пам'ятники, художні твори і звичаї міста. Також видав словник венеційської мови. Був гравером, живописцем й обіймав посаду професора у Венеційській академії витончених мистецтв.
Антоніо відвідував курси в Академії як учень   і як колега скульптора Антоніо Дал Зотто і вірменського художника і гравера  Едґара Шагіна .
Паолетті брав участь у різних виставках, у тому числі в Мілані 1872 року, де він виставляв картину «Ecco come va il vino nelle messe»; у Турині 1884 року з картинами «Квіти для Святої Богородиці» і «Fa' caro al nonno!»; 1884 року — «Il pesce addenti»; 1885 — «Продавець риби».
Серед його численних фресок виділяють вівтар із зображенням Мадонни Вервиці зі святими Антонієм і Матерно (1863) для парафіяльної церкви Мелара.
Як і його батько, Антоніо став професором у Венеційській академії витончених мистецтв.

## Галерея

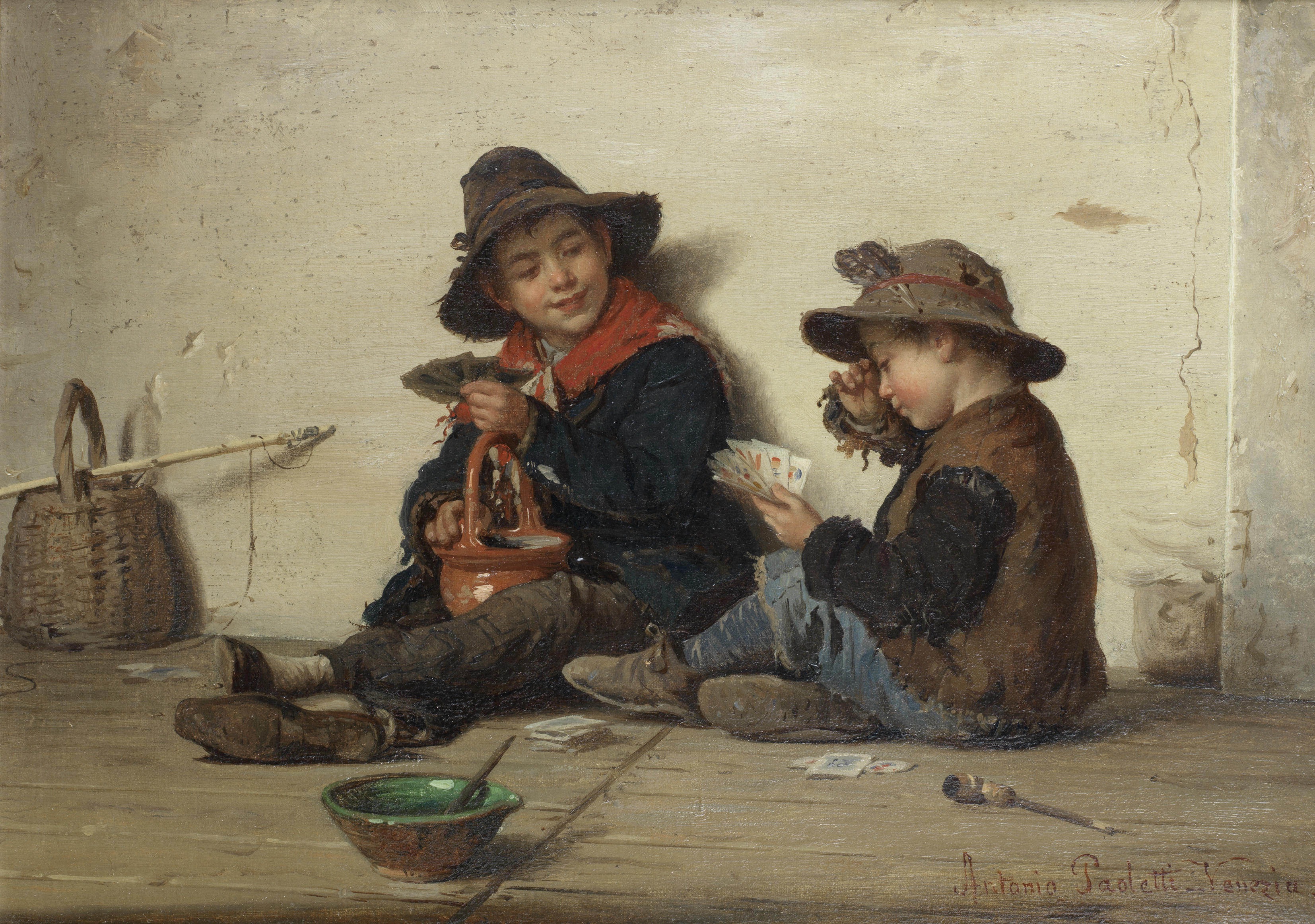
«Блеф», до 1912
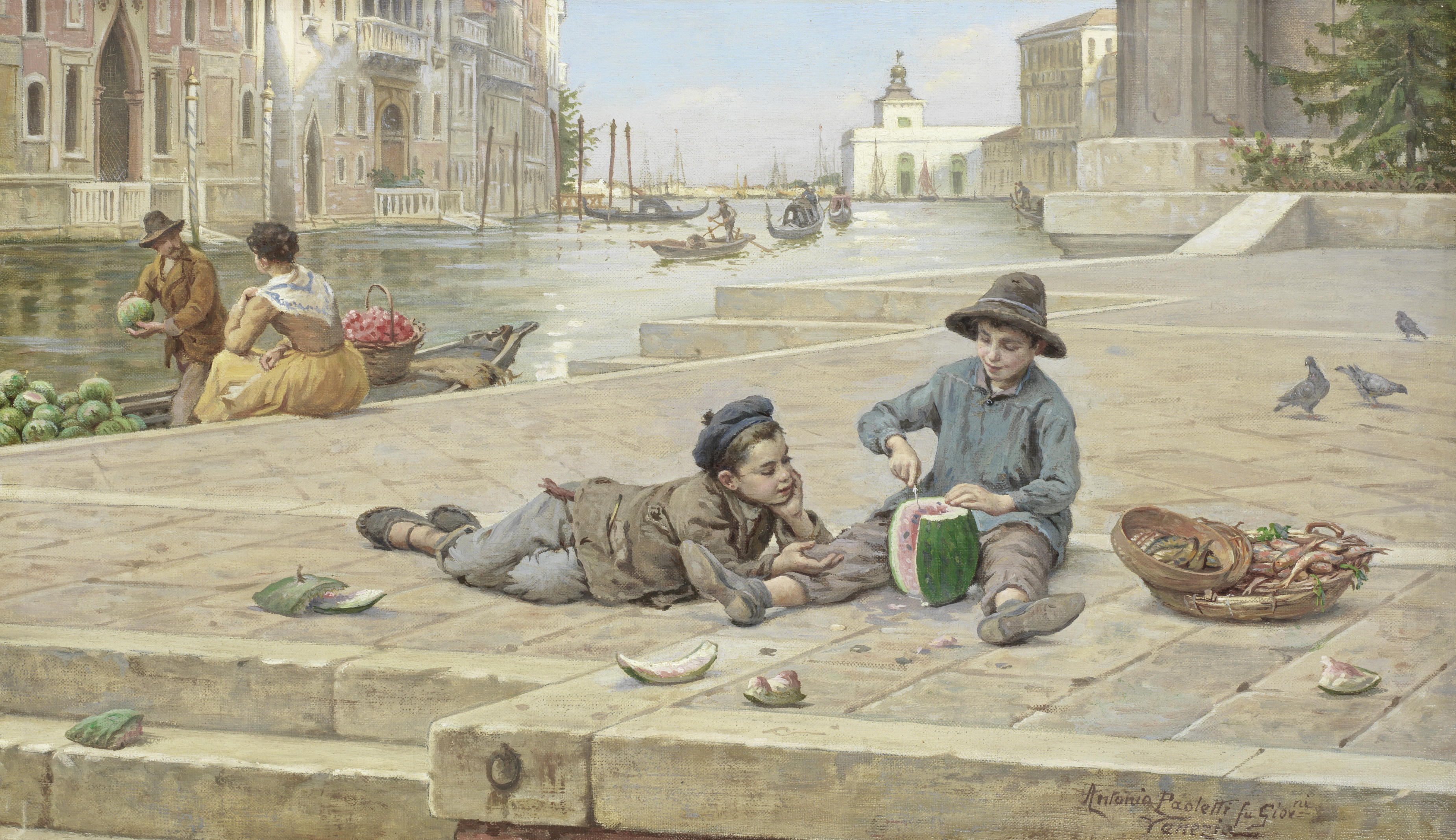
«Продавці кавунів», до 1912
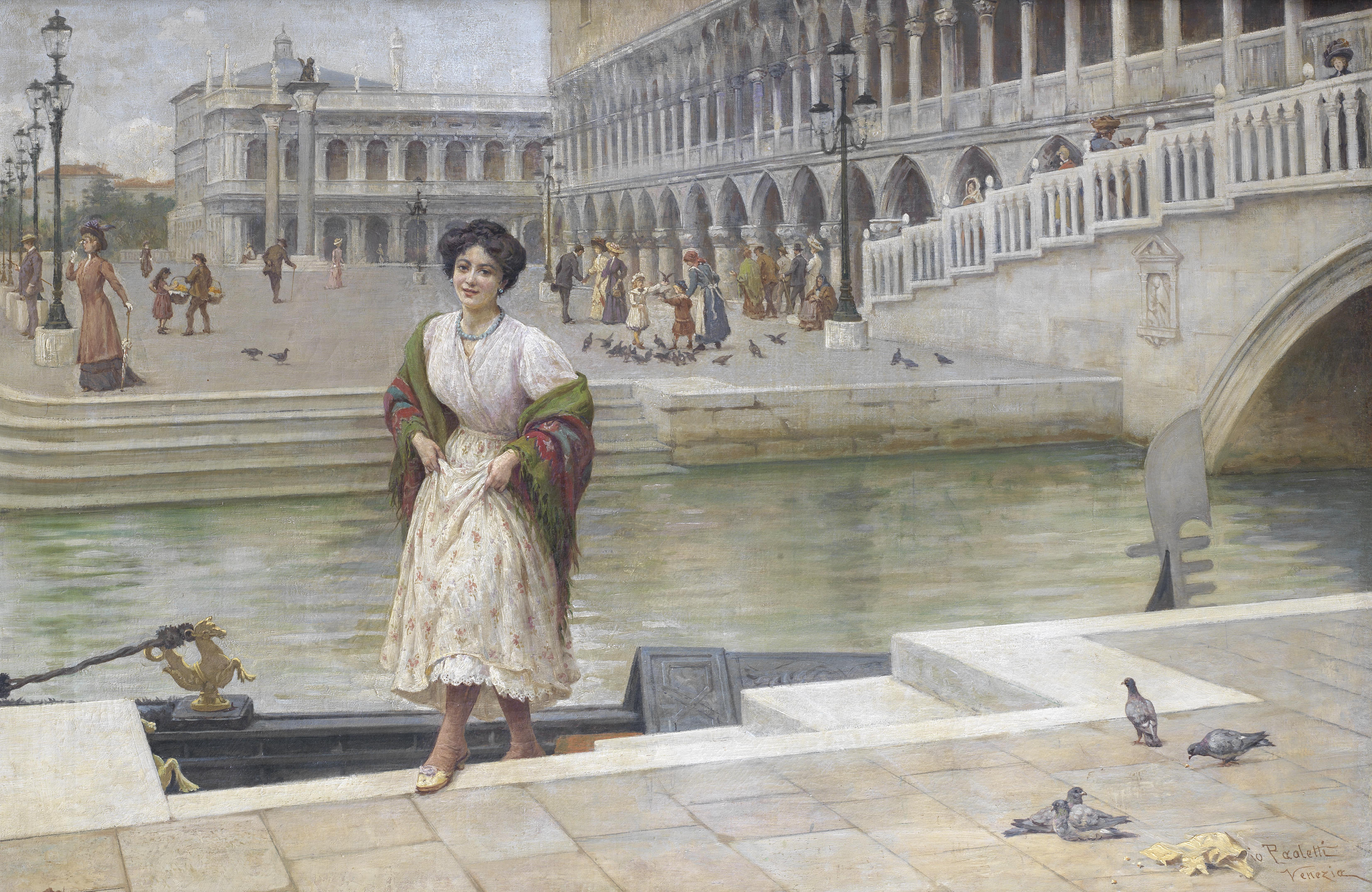
«Венеційська красуня», до 1912